# Familjen Kamprads stiftelse
Familjen Kamprads stiftelse är en svensk allmännyttig stiftelse grundad av Ingvar Kamprad den 22 december 2011, med säte i Växjö.
I december 2011 offentliggjordes att familjen Kamprad och Inter Ikea donerat drygt 950 miljoner till Familjen Kamprad stiftelse, vars ändamål är att stödja forskning och utbildning. Samtidigt gjordes en utfästelse om att Inter Ikea skulle tillföra stiftelsen 270 miljoner per år, förutsatt att resultaten i verksamheten medger detta.
Stiftelsen mottog i maj 2012 ytterligare en donation, denna gång om 900 miljoner kronor från Ikano som ägs av Ingvar Kamprads söner Peter, Jonas och Mathias Kamprad. Donationen skulle i huvudsak användas till miljöprojekt, med speciellt fokus på att omsätta forskningsresultat i praktiken. Peter Kamprad, styrelseordförande i Ikano, uttalade: ”Vi hoppas att donationen över tid omsätts i hållbara lösningar som gynnar den globala miljön.”
Stiftelsens ändamål är att särskilt stödja, i första hand regionalt i Småland och sedan även nationellt och globalt: 
- förbättrad livskvalitet för äldre
- entreprenörskap, särskilt för en levande landsbygd
- en bättre miljö, med särskild inriktning på möjligheten att praktiskt genomföra forskningsresultat
- utveckling, forskning och utbildning inom arkitektur, inredning och design
- forskning och utbildning inom medicin

Stiftelsen utlyser årligen medel inom forskning och utbildning.
Till styrelseledamöter utsågs först Ingvar Kamprad (ordförande), Lena Fritzén (verkställande ledamot), Kristina Alsér, Lennart Nilsson, Leif B. Bengtsson, Katarina Olsson och Johannes Stenberg. I styrelsen sitter sedan 2012 Hans-Göran Stennert och sedan 2020 Mathias Kamprad.